# María Belén Carro
María Belén Carro Márquez de Acuña (* 25. März 1999 in Madrid) ist eine spanische Beachvolleyballspielerin. Sie wurde 2018 und ab 2021 vier Mal in Folge mit verschiedenen Partnerinnen Landesmeisterin ihres Heimatlandes im Sand.

## Karriere
Carro spielte seit 2015 auf nationalen Turnieren, vorwiegend an der Seite von Tania Moreno Matveeva, mit der sie auch auf internationalen Juniorinnen-Meisterschaften antrat. Mit Daniela Álvarez Mendoza wurde Carro 2018 und 2019 jeweils Dritte bei den U22-Europameisterschaften und gewann 2019 bei der U21-Weltmeisterschaft ebenfalls die Bronzemedaille.
Von 2018 bis 2021 war Paula Soria Gutiérrez Carros Partnerin, mit der sie 2018 in München Universitäts-Vizeweltmeisterin wurde, die Goldmedaille bei den Mittelmeerspielen gewann und bei den FIVB 1-Stern-Turnieren in Manila und Bangkok jeweils Platz zwei erreichte. Bei der Europameisterschaft 2019 in Moskau schieden Carro/Soria nach der Vorrunde aus. Bestes Ergebnis auf der FIVB World Tour 2019 war ein vierter Platz beim 3-Sterne-Turnier in Kuala Lumpur.